# Comuna de Mała Wieś
Mała Wieś (polaco: Gmina Mała Wieś) é uma gminy (comuna) na Polónia, na voivodia de Mazóvia e no condado de Płocki. A sede do condado é a cidade de Mała Wieś.
De acordo com os censos de 2004, a comuna tem 6397 habitantes, com uma densidade 58,7 hab/km².

## Área
Estende-se por uma área de 108,91 km², incluindo:
- área agrícola: 74%
- área florestal: 16%

## Demografia
Dados de 30 de Junho 2004:
|                      | Total   | Total | Mulheres | Mulheres | Homens  | Homens |
| -------------------- | ------- | ----- | -------- | -------- | ------- | ------ |
|                      | pessoas | %     | pessoas  | %        | pessoas | %      |
| População            | 6397    | 100   | 3206     | 50,1     | 3191    | 49,9   |
| Densidade (pop./km²) | 58,7    | 100   | 29,4     | 29,4     | 29,3    | 29,3   |

De acordo com dados de 2002, o rendimento médio per capita ascendia a 1369,37 zł.

## Comunas vizinhas
- Bodzanów, Bulkowo, Iłów, Naruszewo, Słubice, Wyszogród